# 阿塞韋多 (加利福尼亞州)
阿塞韋多（英語：Acebedo）是位於美國加利福尼亞州金斯縣的一個非建制地區。該地的面積和人口皆未知。

## 地理
阿塞韋多的座標為35°49′55″N 120°12′07″W / 35.83194°N 120.20194°W，而該地的平均海拔高度為486米（即1594英尺）。